# Architecture du paysage
 (août 2022).
Si vous disposez d'ouvrages ou d'articles de référence ou si vous connaissez des sites web de qualité traitant du thème abordé ici, merci de compléter l'article en donnant les références utiles à sa vérifiabilité et en les liant à la section « Notes et références ».

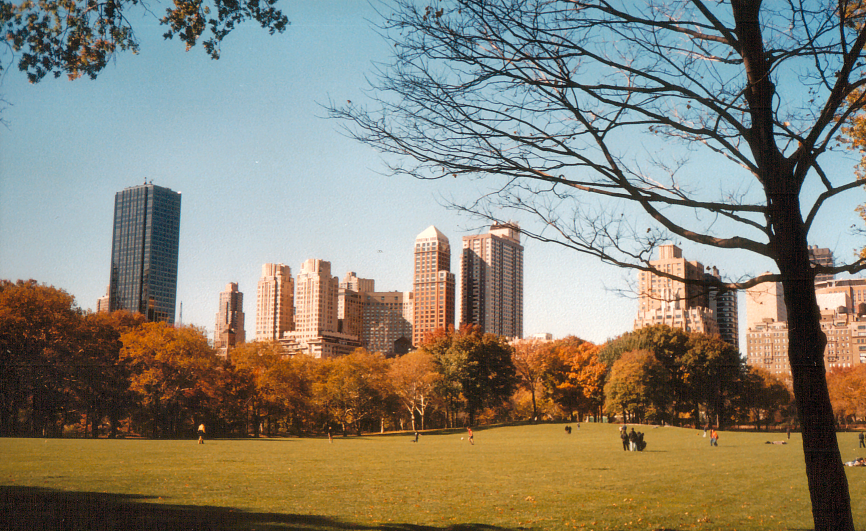
Comme la plupart des parcs urbains, Central Park à New York est un exemple d’architecture du paysage.

L’architecture du paysage  — et non « paysagisme », terme qui constitue un abus de langage — consiste en l’art de la conception de paysages dans leur immense diversité.
L'architecture du paysage inclut notamment la conception d'espaces paysagers tels que l'aménagement de l'espace public, de parcs et d'espaces de récréation et le design urbain. Elle inclut également des interventions en faveur de la restauration environnementale, la planification de territoires aux différentes échelles et la préservation de paysages historiques et identitaires.
Le praticien de l’architecture de paysage est appelé architecte paysagiste, paysagiste concepteur ou simplement paysagiste, selon les pays.

## Histoire

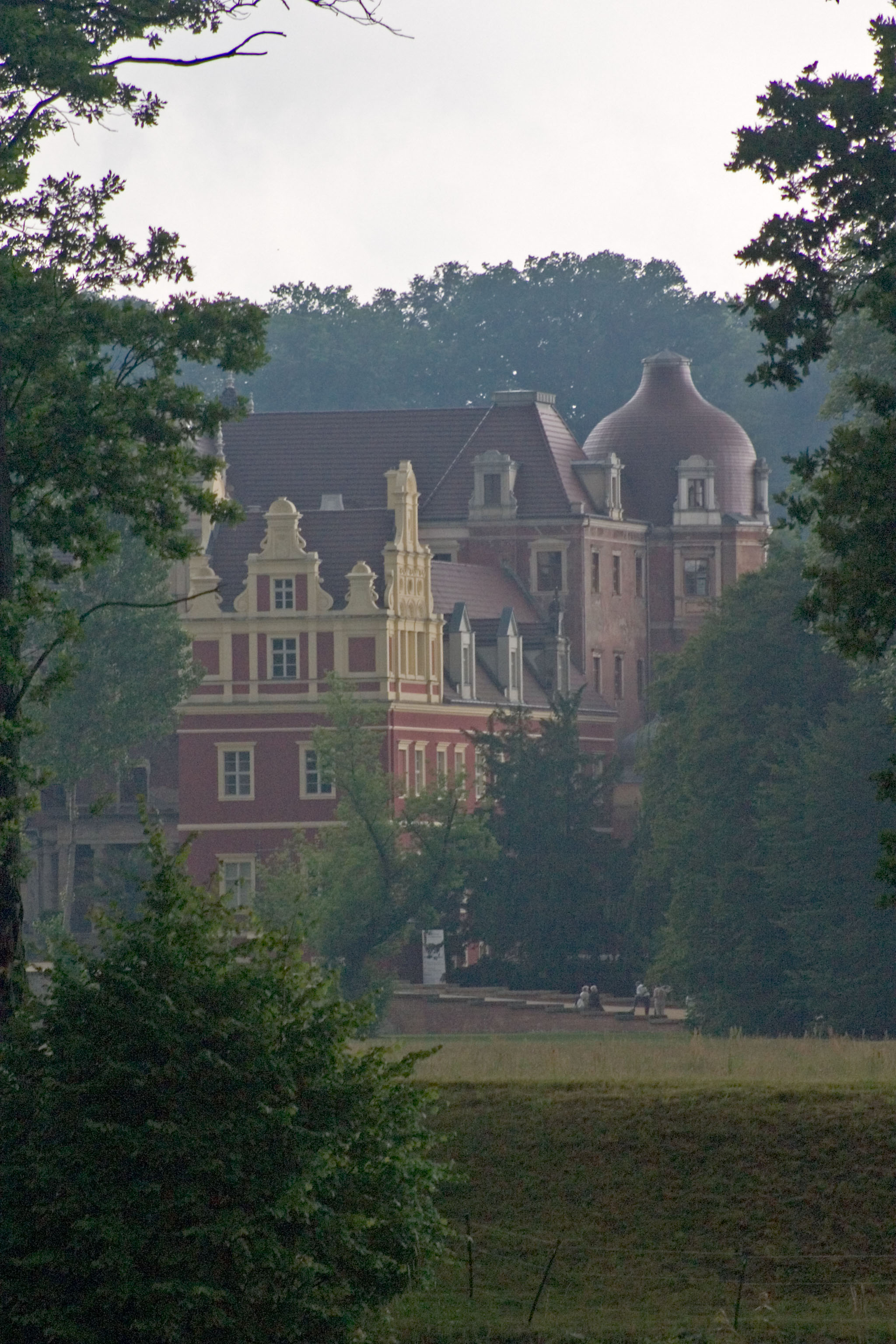
Le parc de Muskau sur la frontière germano-polonaise est inscrit sur la liste du Patrimoine mondial de l'UNESCO pour son importance dans le développement de l’architecture de paysage comme discipline.

L’histoire de l’architecture de paysage est liée à celle de l'art des jardins et se confond largement avec elle. Les deux disciplines s’occupent de la composition spatiale d'éléments construits et de plantations. La différence réside dans l'échelle d'intervention, l'art des jardins se limitant, par définition, à l'échelle du jardin, alors que l'architecture du paysage se déploie à toutes les échelles du territoire.
Les Romains faisaient de l’architecture de paysage à grande échelle, et Vitruve a écrit sur plusieurs sujets (ex. : le plan des villes) qui intéressent encore aujourd’hui les architectes-paysagistes. Comme pour les autres arts, ce ne fut pas avant la Renaissance que l'art des jardins fut ravivé, avec des réalisations exceptionnelles comme le jardin de la villa d'Este, à Tivoli. Le jardin de la Renaissance se développa au cours des XVIe et XVIIe siècles, atteignant son apogée avec l’œuvre d’André Le Nôtre à Vaux-le-Vicomte et à Versailles.
Au XVIIIe siècle, l’Angleterre devint le foyer d’un nouveau style d'architecture du paysage. Des concepteurs tels que William Kent, Humphry Repton, et surtout Capability Brown ont remodelé les grands domaines de l'aristocratie et la grande bourgeoisie anglaise, leur donnant l’aspect d’une version idéalisée de la nature. Beaucoup de ces parcs existent encore aujourd’hui. La formule « architecture de paysage » a été pour la première fois utilisé par l’Écossais Gilbert Laing Meason dans le titre de son ouvrage The Landscape Architecture of the Great Painters of Italy (Londres, 1828), qui traite du type d’architecture visible dans les peintures de paysages. La formule a alors été reprise par J.C. Loudon et A.J. Downing.
Au XIXe siècle, l’urbanisme prit de l’importance, et ce fut la combinaison de la planification moderne et de la tradition du jardin paysager à l'anglaise qui donna à l’architecture du paysage son orientation particulière. Dans la seconde moitié de ce siècle, Frederick Law Olmsted a créé les notions de 'park system' et 'parkway'. Parmi ses œuvres, le système de parcs Emerald Necklace (en) de Buffalo et le système de parcs de Boston, qui continuent d’avoir une profonde influence sur la pratique actuelle de l’architecture du paysage. On également peut citer, parmi ses œuvres, Central Park à New York, Prospect Park à Brooklyn, le Parc du Mont-Royal de Montréal.
Ian McHarg a eu une influence importante sur l’architecture de paysage moderne et sur l’aménagement du sol en particulier. Dans son livre Design with Nature (1969), il a popularisé un système d’analyse des différentes strates d’un site dans le but d’arriver à une compréhension totale des attributs qualitatifs d’un lieu. Ce système est devenu la base des systèmes d'information géographiques (SIG) actuels. McHarg attribuait une couche à chaque aspect qualitatif d’un site, tel que l’histoire, l’hydrologie, la topographie, la végétation, etc. Les logiciels de SIG sont aujourd’hui universellement utilisés en architecture de paysage pour l’analyse des matériaux sur et dans le sol, de la même façon qu’ils sont utilisés par les urbanistes, les géographes, les professionnels de la foresterie et des ressources naturelles, etc.
Avant 1800, l’histoire de l’architecture de paysage fut surtout celle du planning. La première personne à parler de « faire » un paysage fut Joseph Addison en 1712. Le terme « jardinier paysagiste » fut inventé par William Shenstone en 1754, mais le premier paysagiste professionnel à l’employer fut Humphry Repton en 1794. Le terme « architecture de paysage » fut inventé par Gilbert Laing Meason en 1828. En France, le terme architecte-paysagiste fut utilisé dès 1804. Aux États-Unis il fut utilisé dès 1860 par Frederick Law Olmsted. Capability Brown, qui reste l’un des paysagistes les plus connus aujourd’hui se qualifiait lui-même de place maker. Cet usage du terme landcape architect (architecte paysagiste) fut reconnu après la fondation de l’American Society of Landscape Architects en 1899. En Europe, le titre était largement utilisé depuis le début du XIXe siècle. L’International Federation of Landscape Architects (IFLA) fut fondée en 1948, et l'acta comme titre officiel de la profession au niveau international.

## Tâches
L’architecture de paysage est un domaine multidisciplinaire qui inclut : les arts, les sciences, la technologie, le génie, la géographie, l’horticulture, les sciences sociales, la politique, l’histoire, l'écologie. Les activités d’un architecte paysagiste vont de la création de parcs publics et de voies paysagées jusqu’à la planification du site pour des immeubles de bureaux corporatifs, du design de domaines résidentiels au design d’infrastructures civiles et de la gestion de vastes zones sauvages à la réhabilitation de sites dégradés tels que les mines et les sites d’enfouissement. Les architectes paysagistes travaillent sur tous types de structures et d’espaces extérieurs, grands ou petits, urbains ou ruraux, avec des matériaux durs ou de la végétation, touchant l’hydrologie et l’écologie.
L’étendue des tâches professionnelles auxquelles collaborent les architectes paysagistes est très vaste. Elles incluent :
- La planification, la forme, l’échelle et les plans de site de nouveaux développements
- Le design civil et les infrastructures publiques
- La gestion des eaux de surface incluant les rain gardens (jardins de pluie), les toitures végétales et les bassins de rétention des eaux pluviales.
- Le design de sites et de campus pour les institutions
- Les parcs, jardins botaniques, arboretums, sentiers de grande randonnée, et réserves naturelles
- Les infrastructures récréatives telles que les terrains de golf, les parcs d’attractions et les terrains de sport
- Les zones d’habitation, les parcs industriels et les développements commerciaux
- Les autoroutes, les structures de transport, les ponts et les corridors routiers
- Le design urbain, les squares, les rives, les voies piétonnières et les parkings de surface
- Les plans des projets de rénovation urbaine d’ampleur diverse
- Les paysages forestiers, touristiques et historiques et les études d’évaluation et de conservation des jardins historiques
- Les réservoirs, les barrages, les centrales électriques, les projets industriels importants notamment dans l’industrie primaire
- Les études d’impact environnemental et sur les paysages, les conseils en planification et en gestion des sols
- Les développements côtiers et en mer

La contribution la plus importante est souvent faite aux premiers stades d’un projet par l’apport d’idées, de flair et de créativité dans l’organisation de l’espace. L’architecte paysagiste contribue au concept global et prépare un plan initial à partir duquel des plans détaillés pourront être faits. Le spécialiste peut aussi superviser les contrats pendant la construction, préparer des évaluations, faire les études d’impact ou audits environnementaux et agir comme témoin expert lors d’enquêtes sur l’utilisation du sol.

## Spécialisations
Les designers de paysage et les techniciens ou ingénieurs du paysage sont employés par les entreprises de construction et de service en paysage ou sont des professionnels indépendants. Les designers de paysage, tout comme les designers de jardins, font le design de tous types de plantations et d’espaces verts, et ils ne sont pas enregistrés. Beaucoup d’ingénieurs en paysage travaillent pour les gouvernements locaux ou centraux alors que d’autres travaillent pour des firmes d’architectes paysagistes.
Les managers de paysage utilisent leurs connaissances des plantes et de l’environnement naturel pour conseiller sur l’entretien à long terme et le développement des paysages. Ils travaillent en horticulture, gestion de domaines, foresterie, conservation de la nature et agriculture.
Les scientifiques du paysage ont des connaissances spécialisées en pédologie, hydrologie, géomorphologie ou botanique qu’ils appliquent aux problèmes pratiques du travail sur le paysage. Leurs travaux vont de la surveillance de site à l’évaluation écologique de vastes superficies à des fins de planification ou de gestion. Ils peuvent aussi faire des rapports sur le développement ou l’importance d’espèces particulières dans un milieu donné.
Les planificateurs du paysage s’occupent de la planification de paysages quant aux aspects situationnels, scéniques, écologiques et récréatifs d’usages urbains, ruraux et côtiers.
Leurs travaux se matérialisent par des rapports écrits de politiques et de stratégies, et leur production inclut des plans directeurs de nouveaux développements, l’évaluation de paysages et la préparation de plans de politique et de gestion rurale.
Certains de ces spécialistes peuvent pousser vers l’archéologie ou le droit des paysages.
Les designers de jardins s’occupent de dessiner des jardins et des espaces extérieurs de petites dimensions et font aussi de la conservation de jardins historiques.
Les designers de toiture végétale dessinent des toitures végétales extensives pour la gestion des eaux de surface, l’architecture écologique, l’esthétique des bâtiments, et la création d’habitats fauniques.

## Réglementation professionnelle
Dans beaucoup de pays, une organisation professionnelle encadre la profession, protège ses intérêts et parfois, régit sa pratique. Le standard et la force des règles de pratique varient d’un pays à l’autre.

### Australie
En Australie, c’est l'Australian Institute of Landscape Architects (AILA) qui régit la profession. Les architectes paysagistes agréés par l’institut ont le titre de Registered Landscape Architects. Les exigences varient dans les huit États et territoires et il n’y a pas d’exigence minimale dans la loi.

### Belgique
Des cours de l'enseignement supérieur officiel de dessin architectural et de gestion de l’environnement des parcs et jardins sont dispensés depuis 1848 (à Gand et à Vilvorde puis à Gembloux). En 1954, un graduat en Architecture des jardins et du paysage (niveau Bac +3) délivre le titre et le grade légal correspondants. À partir de 2006 le titre de bachelier Architecte des jardins et du paysage (AJP) est officialisé et conforme aux normes européenne avec 180 crédits ECTS.
En 1999, une formation supérieure du cycle long de cinq années est initiée à l'Institut Supérieur industriel agronomique de Gembloux de la Haute École Charlemagne (formation horticole et de l'environnement paysager) avec le titre et le grade d'une licence en architecture du paysage en diplomation avec la faculté universitaire (alors encore indépendante) des sciences agronomiques de Gembloux (formations scientifiques) et de l'Institut Supérieur d'architecture de La Cambre de Bruxelles (pour la formation artistique, urbaniste et du dessin). La formation d'ingénieur paysagiste n'existe pas en Belgique. À partir de 2007, le titre et le grade de Master Architecte paysagiste (niveau bac +5 avec 180 + 120 ECTS) sont complètement universitaires et pilotés par Gembloux Agro-Bio Tech rattachée à l'université de Liège en 2012 et, toujours en codiplomation avec l'Institut supérieur industriel agronomique de Gembloux et la faculté d'architecture de La Cambre rattachée depuis à l'université libre de Bruxelles.
Si ces titres légaux sont officiels en Belgique, l'utilisation du terme architecte est exclusivement règlementé dans plusieurs pays, dont la France et l'Espagne.

### Canada
Au Canada, l’architecture de paysage est réglementée par des organisations provinciales sous la gouverne de l'Association des Architectes Paysagistes du Canada (The Canadian Society of Landscape Architects). On devient membre de celle-ci par l’intermédiaire des organisations provinciales, territoriales et régionales. Dans certaines provinces dont le Québec, l’Ontario et la Colombie-Britannique, le membership de l’AAPC est soumis à la réussite d'une série d’examens.
Au Québec, l'Association des Architectes Paysagistes du Québec (AAPQ) est l'organisme qui régit les architectes paysagistes. Il faut être admis à titre de membre agréé pour pouvoir exercer et obtenir le sceau. Pour être admis comme membre agréé, il existe plusieurs profils d'admission mais le profil de formation universitaire en architecture de paysage est le plus commun. Depuis 2014, pour devenir membre agréé selon le cursus universitaire « standard », il faut avoir obtenu le baccalauréat ainsi que la maîtrise en architecture de paysage.

### États-Unis
Aux États-Unis, l’architecture de paysage est régie par les États ; un seul, le Vermont, n’ayant aucune réglementation. Un architecte paysagiste qui veut être membre d’un institut professionnel doit avoir une formation solide ou de l’expérience combinée avec une formation continue. Il y a généralement un examen d’entrée sur la pratique professionnelle et une entrevue avec un membre senior de la profession. Les permis sont supervisés au niveau de l’État et au niveau national par les Councils of Landscape Architectural Registation Boards (CLARB).

### France
En France, l'architecture du paysage est réglementée par les titres délivrés aux paysagistes. Ainsi, le professionnel de l'architecture du paysage est légalement nommé « paysagiste concepteur », ce qui le différencie des autres pays francophones, et du titre officiel répertorié au registre international de métiers.
La profession existe aujourd'hui par son enseignement au sein des écoles nationales supérieures de Paysage. L'État reconnaît les titres de paysagiste DPLG (Diplômé par le gouvernement) et depuis 2014 de paysagiste DE (Diplômé d'État) par le diplôme d'État de paysagiste. Ces deux titres sont reconnus par le titre légal de « paysagiste concepteur ». L'article 174 de la Loi no 2016-1087 du 8 août 2016 pour la reconquête de la biodiversité, de la nature et des paysages précise que « seuls peuvent utiliser le titre « paysagistes concepteurs », dans le cadre de leur exercice professionnel, les personnes titulaires d'un diplôme, délivré par un établissement de formation agréé dans des conditions fixées par voie réglementaire, sanctionnant une formation spécifique de caractère culturel, scientifique et technique à la conception paysagère ».
« Pour bénéficier de ce titre, les praticiens en exercice à la date de publication de la présente loi doivent satisfaire à des conditions de formation ou d'expérience professionnelle analogues à celles des titulaires du diplôme mentionné au premier alinéa. »

#### Architectes du paysage célèbres
- Michel Corajoud
- John O. Simonds (en)